# Villaines-les-Rochers

Villaines-les-Rochers este o comună în departamentul Indre-et-Loire, Franța. În 1 ianuarie 2022 avea o populație de 1.043 de locuitori.